# 卡穆坦加
卡穆坦加是巴西伯南布哥州的一个市镇。总面积38.869平方公里，总人口8169人，人口密度210.2人/平方公里。